# 黃清賢
黃清賢，中華民國政治人物、中國國民黨籍。國立中山大學理學學士、國立政治大學法學碩士及國立中山大學社會科學博士，曾任台灣高雄市國際事務研究學社中國大陸研究中心副主任、國立成功大學兩岸統合研究中心執行長、台灣競爭力論壇學會南部中心執行長、中華兩岸新時代交流協會理事長及中華日報社長特別顧問兼大陸新聞中心主任等職務。
他於2016年任時任國民黨主席洪秀柱特別顧問兼大陸事務部主任，並列席洪習會與中國大陸方面對談，淡出國民黨黨務工作後任中國大陸南開大學台灣政治研究中心主任，南開大學周恩來政府管理學院教授、博士導師，2025年時他在中華人民共和國「反分裂國家法實施二十周年座談會」代表台灣同胞發言，引起爭議。